# Jüdischer Friedhof (Gelsenkirchen-Horst)

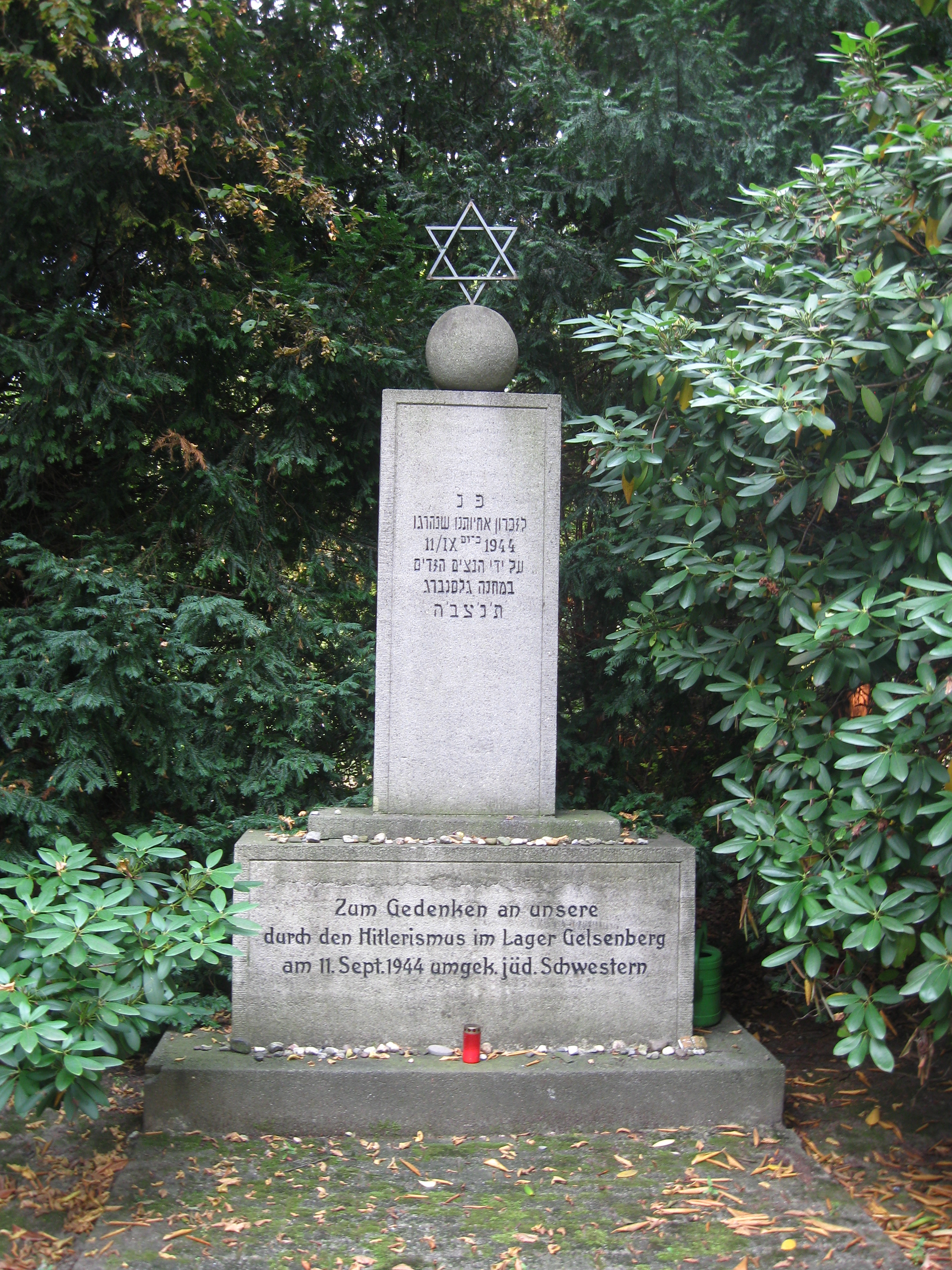
Jüdischer Friedhof Gelsenkirchen-Horst: Gedenktafel „Grabstätte für sowjetische Zwangsarbeiter“ auf dem Gelände des Friedhofs (2016)

Der Jüdische Friedhof Gelsenkirchen-Horst befindet sich in der kreisfreien Stadt Gelsenkirchen in Nordrhein-Westfalen.
Der jüdische Friedhof liegt im Stadtteil Gelsenkirchen-Horst, er ist dort Teil des Südfriedhofs. Auf dem Friedhof, der von 1920 bis 1940 belegt wurde, befinden sich keine Grabsteine. Im Jahr 1940 sollen sich zwölf Gräber auf dem Friedhof befunden haben, sie wurden 1944 bei einem Bombenangriff zerstört.